# Péter Dely
Péter Dely (ur. 5 lipca 1934 w Sárospataku, zm. 29 grudnia 2012) – węgierski szachista, arcymistrz od 1999 roku.

## Kariera szachowa
Największe sukcesy w karierze odniósł w latach 60. XX wieku. W roku 1969 zdobył w Budapeszcie tytuł indywidualnego mistrza Węgier, poza tym w swoim dorobku posiada jeszcze dwa medale mistrzostw kraju: srebrny (1965, za Istvanem Bilkiem) i brązowy (1968, za Gyozo Forintosem i Lajosem Portischem). Dwukrotnie wystąpił w reprezentacji kraju na drużynowych mistrzostwach Europy, zdobywając wraz z zespołem dwa medale: srebrny (1970) i brązowy (1965).
Do sukcesów Pétera Dely'ego w turniejach międzynarodowych należą: I m. w Reggio Emilli (1960/61), III m. w Peczu (1964, memoriał Lajosa Asztalosa, za Aivarsem Gipslisem i Miłko Bobocowem), dz. I m. w Polanicy-Zdroju (1965, memoriał Akiby Rubinsteina, wraz z Jewgienijem Wasiukowem), IV m. w Zinnowitz (1965, za Wolfgangiem Uhlmannem, Władimirem Simaginem i Anatolijem Lejnem), I m. w Budapeszcie (1967), dz. II m. w Bari (1970, wraz z Laszlo Barczayem, za Dragoljubem Janoseviciem), I m. w Bagneux oraz dz. I m. w Luksemburgu (1971, wraz z Aleksandarem Matanoviciem).
W 1962 r. otrzymał tytuł mistrza międzynarodowego, natomiast w 1999 r. Międzynarodowa Federacja Szachowa przyznała mu - za osiągnięcia z przeszłości - honorowy tytuł arcymistrza.
Najwyższy ranking w karierze osiągnął 1 lipca 1971 r., z wynikiem 2480 punktów dzielił wówczas 7-8. miejsce wśród węgierskich szachistów.
Od 2000 r. nie uczestniczył w turniejach klasyfikowanych przez FIDE.